# 雅各布森根
在抽象代数之分支环理论中，一个环 R 的雅各布森根（Jacobson radical）是 R 的一个理想，包含在某种意义上“与零接近”的那些元素。

## 定义
雅各布森根记做 J(R) 可用如下等价的方式定义：
- 所有极大左理想之交。
- 所有极大右理想之交。
- 所有单左 R-模的零化子之交。
- 所有单右 R-模的零化子之交。
- 所有左本原理想（primitive ideal）之交。
- 所有右本原理想之交。
- { x ∈ R : 对任何 r ∈ R 存在 u ∈ R 使得 u (1-rx) = 1 }
- { x ∈ R : 对任何 r ∈ R 存在 u ∈ R 使得 (1-xr) u = 1 }
- 如果 R 可交换，R 的所有极大理想之交。
- 最大理想 I 使得对所有 x ∈ I， 1-x 在 R 中可逆。

注意，最后一个性质不意味着 R 中使  1-x 可逆的任何元素 x 都是 J(R) 的一个元素。 
另外，如果 R 不可交换，则 J(R) 不必等于 R 中所有双边极大理想之交。
雅各布森根也能对没有恒同元素（或说单位）的环定义。参见 I. N. Herstein 所著《Noncommutative Rings》。
雅各布森根以内森·雅各布森（Nathan Jacobson）命名，他最先研究了雅各布森根。

## 例子
- 任何域的雅各布森根是 {0}。整数的雅各布森根是 {0}。
- 环 Z/8Z （参见模算术）的雅各布森根是 2Z/8Z。
- 如果 K 是一个域，R 是所有元素位于 K 中的上三角 n×n 矩阵环，则 J(R) 由主对角线为零的所有上三角矩阵组成。
- 如果 K 是域，R = K[[X1,...,Xn]] 是形式幂级数环，则 J(R) 由常数项为零的所有幂级数组成。更一般地，任何局部环的雅各布森根由这个环的非单位环组成。
- 由一个有限箭图（quiver）Γ 与一个域 K 开始，考虑箭图代数 KΓ （在箭图一文有具体说明）。这个环的雅各布森根由 Γ 中所有长度 ≥ 1 的道路生成。
- 一个C*-代数的雅各布森根是 {0}。这得自盖尔范德-奈马克定理（Gelfand–Naimark theorem）以及关于 C*-代数的事实，一个希尔伯特空间上的拓扑不可约 *-表示是代数不可约的，从而其核在纯代数意义上是一个本原理想（参见C*-代数的谱）。

## 性质
- 除非 R 是平凡环 {0}，雅各布森根总是 R 中不等于 R 的理想。
- 如果 R 可交换有限生成 Z-模，则 J(R) 等于 R 的诣零根（nilradical）。
- 环 R/J(R) 的雅各布森根等于零。具有零雅各布森根的环称为半本原环（semiprimitive ring）。
- 如果 f : R → S 是一个满环同态，则 f(J(R)) ⊆ J(S)。
- 如果 M 是一个有限生成左 R-模满足 J(R)M = M，则 M = 0（中山引理）。
- J(R) 包含 R 的每个诣零理想（nil ideal）。如果 R 是左或右阿廷环，则 J(R) 是一个幂零理想（nilpotent ideal）。注意，但是一般雅各布森根不必由环中幂零元素组成。
- R 是半单环当且仅当它是阿廷环且其雅各布森根为零。